# 2017-es rövid pályás úszó-Európa-bajnokság
A 2017-es rövid pályás úszó-Európa-bajnokságot december 13. és december 17. között rendezték Koppenhágában.  Az Eb-n 40 versenyszámban avattak Európa-bajnokot. A helyszín a 12 500 férőhelyes Royal Aréna volt. A magyar úszók nyolc arany-, három ezüst-, és két bronzéremmel az éremtáblázat második helyén végeztek. Dánia másodszor volt házigazdája az eseménynek, miután a 2013-as rövid pályás Európa-bajnokságot Herningben rendezték. A rendezés jogát 2015. október 9-én ítélte Koppenhágának Paolo Barelli, az Európai Úszószövetség elnöke.

## Éremtáblázat
(A táblázatban Magyarország és a rendező nemzet eltérő háttérszínnel kiemelve.)
| Helyezés | Nemzet           | Arany | Ezüst | Bronz | Összesen |
| 1.       | Oroszország      | 9     | 5     | 4     | 18       |
| 2.       | Magyarország     | 8     | 3     | 2     | 13       |
| 3.       | Olaszország      | 5     | 7     | 5     | 17       |
| 4.       | Hollandia        | 5     | 3     | 3     | 11       |
| 5.       | Svédország       | 3     | 3     | 1     | 7        |
| 6.       | Németország      | 3     | 3     | 1     | 7        |
| 7.       | Litvánia         | 3     | 0     | 1     | 4        |
| 8.       | Franciaország    | 1     | 2     | 5     | 8        |
| 9.       | Ukrajna          | 1     | 2     | 0     | 3        |
| 10.      | Nagy-Britannia   | 1     | 1     | 4     | 6        |
| 11.      | Spanyolország    | 1     | 0     | 1     | 2        |
| 12.      | Dánia            | 0     | 2     | 0     | 2        |
| 13.      | Görögország      | 0     | 2     | 0     | 2        |
| 14.      | Belgium          | 0     | 1     | 1     | 2        |
| 14.      | Fehéroroszország | 0     | 1     | 1     | 2        |
| 16.      | Norvégia         | 0     | 0     | 4     | 4        |
| 17.      | Liechtenstein    | 0     | 0     | 1     | 1        |
| 17.      | Románia          | 0     | 0     | 1     | 1        |
| 17.      | Szerbia          | 0     | 0     | 1     | 4        |
| Összesen | Összesen         | 40    | 40    | 41    | 121      |

## Eredmények
- WR – világcsúcs;
- ER – Európa-csúcs
- CR – Európa-bajnoki csúcs

### Férfi
| Versenyszám          | Arany | Arany         | Ezüst                                                                                                | Ezüst    | Bronz                                                                                                   | Bronz    |
| -------------------- | --- | ------------- | --- | -------- | --- | -------- |
| 50 m gyorsúszás      | Vlagyimir Morozov · RUS                                                                                                   | 20,31 CR      | Ben Proud · GBR                                                                                      | 20,66    | Luca Dotto · ITA                                                                                        | 20,78    |
| 100 m gyorsúszás     | Luca Dotto · ITA | 46,11         | Pieter Timmers · BEL                                                                                 | 46,54    | Duncan Scott · GBR                                                                                      | 46,64    |
| 200 m gyorsúszás     | Danas Rapšys · LTU | 1:40,85       | Alekszandr Krasznih · RUS                                                                            | 1:42,22  | Duncan Scott · GBR                                                                                      | 1:43,07  |
| 400 m gyorsúszás     | Alekszandr Krasznih · RUS                                                                                                 | 3:35,51       | Bernek Péter · HUN                                                                                   | 3:35,96  | Henrik Christiansen · NOR                                                                               | 3:38,63  |
| 1500 m gyorsúszás    | Mihajlo Romancsuk · UKR                                                                                                   | 14:14,59      | Gregorio Paltrinieri · ITA                                                                           | 14:22,93 | Henrik Christiansen · NOR                                                                               | 14:25,66 |
| 50 m hátúszás        | Simone Sabbioni · ITA | 23,05         | Kliment Kolesznyikov · RUS                                                                           | 23,07 WJ | Jérémy Stravius · FRA                                                                                   | 23,12    |
| 100 m hátúszás       | Kliment Kolesznyikov · RUS                                                                                                | 48,99 WJ      | Simone Sabbioni · ITA                                                                                | 49,68    | Robert Glință · ROU                                                                                     | 49,99    |
| 200 m hátúszás       | Kliment Kolesznyikov · RUS                                                                                                | 1:48,02 WJ CR | Radosław Kawęcki · POL                                                                               | 1:48,46  | Danas Rapšys · LTU                                                                                      | 1:49,06  |
| 50 m mellúszás       | Fabio Scozzoli · ITA | 25,62 ER CR   | Kirill Prigoda · RUS                                                                                 | 25,68    | Adam Peaty · GBR                                                                                        | 25,70    |
| 100 m mellúszás      | Adam Peaty · GBR | 55,94 ER CR   | Fabio Scozzoli · ITA                                                                                 | 56,15    | Kirill Prigoda · RUS                                                                                    | 56,28    |
| 200 m mellúszás      | Kirill Prigoda · RUS | 2:01,11       | Marco Koch · GER                                                                                     | 2:01,52  | Mihail Gyorinov · RUS                                                                                   | 2:01,85  |
| 50 m pillangóúszás   | Alekszandr Popkov · RUS                                                                                                   | 22,42         | Andrij Hovorov · UKR                                                                                 | 22,43    | Ben Proud · GBR · Szabó Szebasztián · SRB                                                               | 22,44    |
| 100 m pillangóúszás  | Matteo Rivolta · ITA | 49,93         | Piero Codia · ITA                                                                                    | 49,96    | Marius Kusch · GER                                                                                      | 50,01    |
| 200 m pillangóúszás  | Alekszandr Harlanov · RUS                                                                                                 | 1:50,54       | Andreas Vazaios · GRE                                                                                | 1:51,29  | Kenderesi Tamás · HUN                                                                                   | 1:52,25  |
| 100 m vegyesúszás    | Marco Orsi · ITA | 51,76         | Szergej Feszikov · RUS                                                                               | 51,94    | Kyle Stolk · NED                                                                                        | 51,99    |
| 200 m vegyesúszás    | Philip Heintz · GER | 1:52,41       | Andreas Vazaios · GRE                                                                                | 1:53,27  | Tomoe Zenimoto Hvas · NOR                                                                               | 1:54,16  |
| 400 m vegyesúszás    | Bernek Péter · HUN | 3:59,47       | Philip Heintz · GER                                                                                  | 4:03,16  | Gyurta Gergely · HUN                                                                                    | 4:03,36  |
| 4 × 50 m gyorsváltó  | RUS · Kliment Kolesznyikov (21,24 WJ) · Vlagyimir Morozov (20,59) · Szergej Feszikov (20,49) · Mihail Vekoviscsev (20,91) | 1:23,23       | ITA · Luca Dotto (20,92) · Lorenzo Zazzeri (20,83) · Alessandro Miressi (21,17) · Marco Orsi (20,75) | 1:23,67  | POL · Paweł Juraszek (21,20) · Filip Wypych (21,13) · Jakub Książek (21,33) · Konrad Czerniak (20,78)   | 1:24,44  |
| 4 × 50 m vegyesváltó | RUS · Kliment Kolesznyikov (22,83 WJ) · Kirill Prigoda (25,26) · Alekszandr Popkov (22,11) · Vlagyimir Morozov (20,24)    | 1:30,44 WR    | ITA · Simone Sabbioni (23,14) · Fabio Scozzoli (25,45) · Piero Codia (22,72) · Luca Dotto (20,60)    | 1:31,91  | BLR · Pavel Szankovics (23,16) · Ilja Simanovics (25,48) · Javhen Curkin (22,23) · Anton Latkin (21,19) | 1:32,06  |

### Női
| Versenyszám          | Arany | Arany      | Ezüst | Ezüst   | Bronz | Bronz   |
| -------------------- | --- | ---------- | --- | ------- | --- | ------- |
| 50 m gyorsúszás      | Sarah Sjöström · SWE                                                                                              | 23,30 CR   | Ranomi Kromowidjojo · NED                                                                                          | 23,31   | Pernille Blume · DEN                                                                                     | 23,49   |
| 100 m gyorsúszás     | Ranomi Kromowidjojo · NED                                                                                         | 50,95 CR   | Sarah Sjöström · SWE                                                                                               | 51,03   | Pernille Blume · DEN                                                                                     | 51,63   |
| 200 m gyorsúszás     | Charlotte Bonnet · FRA                                                                                            | 1:52,19    | Femke Heemskerk · NED                                                                                              | 1:53,41 | Veronyika Andruszenko · RUS                                                                              | 1:53,75 |
| 400 m gyorsúszás     | Kapás Boglárka · HUN                                                                                              | 3:58,15    | Sarah Köhler · GER                                                                                                 | 3:59,12 | Julia Hassler · LIE                                                                                      | 4:02,43 |
| 800 m gyorsúszás     | Sarah Köhler · GER                                                                                                | 8:10,65    | Kapás Boglárka · HUN                                                                                               | 8:11,13 | Simona Quadarella · ITA                                                                                  | 8:16,53 |
| 50 m hátúszás        | Hosszú Katinka · HUN                                                                                              | 25,95      | Alicja Tchórz · POL                                                                                                | 26,09   | Maaike de Waard · NED                                                                                    | 26,40   |
| 100 m hátúszás       | Hosszú Katinka · HUN                                                                                              | 55,66      | Kira Toussaint · NED                                                                                               | 56,21   | Marija Kamenyeva · RUS                                                                                   | 57,01   |
| 200 m hátúszás       | Hosszú Katinka · HUN                                                                                              | 2:01,59    | Darina Zevina · UKR                                                                                                | 2:02,27 | Margherita Panziera · ITA                                                                                | 2:02,43 |
| 50 m mellúszás       | Rūta Meilutytė · LTU                                                                                              | 29,36      | Jenna Laukkanen · FIN                                                                                              | 29,54   | Sophie Hansson · SWE                                                                                     | 29,77   |
| 100 m mellúszás      | Rūta Meilutytė · LTU                                                                                              | 1:03,79    | Jenna Laukkanen · FIN                                                                                              | 1:04,25 | Jessica Vall · ESP                                                                                       | 1:04,80 |
| 200 m mellúszás      | Jessica Vall · ESP                                                                                                | 2:18,41    | Rikke Møller Pedersen · DEN                                                                                        | 2:19,53 | Fanny Lecluyse · BEL                                                                                     | 2:19,86 |
| 50 m pillangóúszás   | Ranomi Kromowidjojo · NED                                                                                         | 24,78      | Emilie Beckmann · DEN                                                                                              | 25,16   | Maaike de Waard · NED                                                                                    | 25,46   |
| 100 m pillangóúszás  | Sarah Sjöström · SWE                                                                                              | 55,00 CR   | Marie Wattel · FRA                                                                                                 | 55,97   | Emilie Beckmann · DEN                                                                                    | 56,22   |
| 200 m pillangóúszás  | Franziska Hentke · GER                                                                                            | 2:03,92    | Ilaria Bianchi · ITA                                                                                               | 2:04,22 | Lara Grangeon · FRA                                                                                      | 2:04,31 |
| 100 m vegyesúszás    | Hosszú Katinka · HUN                                                                                              | 56,97      | Sarah Sjöström · SWE                                                                                               | 57,92   | Susann Bjørnsen · NOR                                                                                    | 59,26   |
| 200 m vegyesúszás    | Hosszú Katinka · HUN                                                                                              | 2:04,43    | Verrasztó Evelyn · HUN                                                                                             | 2:08,09 | Ilaria Cusinato · ITA                                                                                    | 2:08,19 |
| 400 m vegyesúszás    | Hosszú Katinka · HUN                                                                                              | 4:24,78    | Lara Grangeon · FRA                                                                                                | 4:28,77 | Fantine Lesaffre · FRA                                                                                   | 4:30,68 |
| 4 × 50 m gyorsváltó  | NED · Ranomi Kromowidjojo (23,42) · Femke Heemskerk (23,19) · Tamara van Vliet (23,65) · Valerie van Roon (23,65) | 1:33,91 WR | SWE · Michelle Coleman (24,42) · Sarah Sjöström (22,94) · Louise Hansson (24,21) · Nathalie Lindborg (24,35)       | 1:35,92 | DEN · Emilie Beckmann (24,61) · Mie Nielsen (24,10) · Julie Kepp Jensen (23,89) · Pernille Blume (23,42) | 1:36,02 |
| 4 × 50 m vegyesváltó | SWE · Hanna Rosvall (26,96) · Sophie Hansson (29,30) · Sarah Sjöström (24,27) · Michelle Coleman (23,90)          | 1:44,43    | DEN · Julie Kepp Jensen (26,97) · Rikke Møller Pedersen (30,00) · Emilie Beckmann (24,82) · Pernille Blume (23.21) | 1:45,00 | FRA · Mathilde Cini (26,72) · Charlotte Bonnet (30,01) · Mélanie Henique (24,80) · Marie Wattel (23,82)  | 1:45,35 |

### Mixváltók
| Versenyszám         | Arany | Arany      | Ezüst | Ezüst   | Bronz | Bronz   |
| ------------------- | --- | ---------- | --- | ------- | --- | ------- |
| 4 × 50 m mix gyors  | NED · Nyls Korstanje (21,42) · Kyle Stolk (20,66) · Ranomi Kromowidjojo (23,01) · Femke Heemskerk (23,30)    | 1:28,39 WR | RUS · Vlagyimir Morozov (20,55) · Szergej Feszikov (20,67) · Marija Kamenyeva (23,82) · Rozalija Naszregyinova (23,49) | 1:28,53 | ITA · Luca Dotto (20,87) · Marco Orsi (20,74) · Federica Pellegrini (24,12) · Erika Ferraioli (23,65)      | 1:29,38 |
| 4 × 50 m mix vegyes | NED · Kira Toussaint (26,13) · Arno Kamminga (26,03) · Joeri Verlinden (22,46) · Ranomi Kromowidjojo (23,09) | 1:37,71 CR | BLR · Pavel Szankovics (22,89) · Ilja Simanovics (25,32) · Anasztaszija Skurdaj (25,28) · Julija Hitraja (24,25)       | 1:37,74 | FRA · Jérémy Stravius (22,94) · Theo Bussiere (26,25) · Mélanie Henique (25,39) · Charlotte Bonnet (23,17) | 1:37,75 |